# Fliegergeschichten
Fliegergeschichten  war eine deutsche Heftromanserie im Mittelformat. Sie erschien von 1953 bis 1961 in 206 Bänden im Münchner Moewig-Verlag. Ab Band 167 erschienen pro Heft zwei Geschichten. Nach ihrer Einstellung wurde die Serie mit Band 131 in die Moewig-Reihe Soldatengeschichten aus aller Welt integriert, die von da an den Titel Soldaten- und Fliegergeschichten aus aller Welt erhielt und 1964 eingestellt wurde.

## Produktionshintergrund, Themenkreise
Herausgeber der Serie war der Luftfahrtexperte und Autor Dr. Peter Supf, der im Zweiten Weltkrieg schon als Mitherausgeber der Kriegsbücherei der deutschen Jugend gewirkt hatte. Daraus lässt sich auch die Ähnlichkeit mancher Hefte erklären. Durch Übernahme der Geschichten der Kriegsbücherei der deutschen Jugend und nach notwendiger Umarbeitung - in diesem Falle das Heft der Kriegsbücherei Nr. 4 mit dem Titel Hinter den feindlichen Linien gelandet - entstand das Heft Fliegergeschichten Nr. 149 mit dem Titel Besatzung Krogmann schlägt sich durch. Möglicherweise erfolgte die Einstellung der Serie aufgrund von Supfs Tod im Februar 1961. Die Fliegergeschichten erschienen parallel zur ebenfalls ab 1953 vom Moewig-Verlag herausgegebenen Reihe SOS – Schicksale deutscher Schiffe; beide Serien markieren den Beginn des Booms der westdeutschen Kriegsromanhefte der Nachkriegszeit.
Als eindeutiger Themenschwerpunkt wurde der Luftkrieg im Zweiten Weltkrieg aus der Perspektive der Luftwaffe der deutschen Wehrmacht dargestellt. Über zahlreiche deutsche Fliegerasse erschienen Einzelbände, so über Manfred von Richthofen (Nr. 92: Fritz Moeglich: Der Ritter der Lüfte. Manfred Freiherr von Richthofen, sein Leben und Sterben), Ernst Udet (Nr. 111: Hans Dieter Petersen: Ernst Udet fliegt für Deutschland), Adolf Galland (Nr. 142: Adolf Galland: Adolf Galland. Flieger und Mahner), Hans-Joachim Marseille (Nr. 22 Hans Peter Holl: Marseille – der Adler von Afrika), Walter Nowotny (Nr. 47: Will Heilmann: Walter Nowotny. Ein Fliegerschicksal) oder Werner Mölders (Nr. 7, Hans Dieter Petersen: Werner Mölders – unbesiegt), aber auch über den britischen Jagdflieger Douglas Bader (Nr. 52: Douglas Bader – Jäger-As der Royal Air Force). Allerdings wurden auch zahlreiche Bände über die Geschichte der zivilen Luftfahrt herausgegeben, so über die Flüge und Expeditionen von Charles Lindbergh (Nr. 76: Armin Relling: 25000 Dollar für Paris. Lindberghs erste Ozean-Überquerung), Umberto Nobile (Nr. 66: Rolf Strehl: SOS … hier Nobile) und Jean Mermoz (Nr. 157: Kurt Burgbacher: Jean Mermoz – Der Bezwinger der Anden) oder die Tätigkeit von Post- oder Rettungsfliegern. 
Einzelne Hefte behandelten auch aus US-amerikanischer Perspektive den Koreakrieg, z. B. Nr. 30: Hans Dieter Petersen: Ein Husarenstück am Himmel Koreas. Band Nr. 62 thematisiert  den so genannten Mantell-Zwischenfall am 7. November 1948 in der Nähe von Fort Knox, bei dem der US-amerikanische Pilot Thomas F. Mantell bei der Verfolgung eines angeblichen UFO ums Leben kam (Michael Markgraf: Gespenstischer Unfall).  
Über die Autoren, die offenbar beinahe ausschließlich Pseudonyme verwendeten, liegen kaum Informationen vor. Bekannt sind Bertold K. Jochim alias Hans Peter Holl, später Herausgeber des Landsers, sowie Fritz Moeglich. Unklar ist auch, wer die Bände illustrierte. Gesichert ist lediglich, dass Band 205 (Werner Girbig: Die Ehrenmedaille des Kongresses) von Johnny Bruck gestaltet wurde, der zeitweise parallel Perry Rhodan und die Soldatengeschichten illustrierte.  

## Sonderhefte
Von 1957 bis 1960 erschienen 49 Sonderhefte mit einem erheblich erweiterten Seitenumfang; in Nr. 11: Tod über Hiroshima, wurden die Atombombenabwürfe über Hiroshima und Nagasaki thematisiert. 1962 erschienen ohne Nummerierung noch vier Fliegergeschichten-Handbücher, auch als Luftfahrtfibeln bezeichnet.  